# 德拉戈米雷什蒂鄉 (尼亞姆茨縣)
47°01′16″N 26°34′40″E / 47.0211°N 26.5778°E
德拉戈米雷什蒂鄉（羅馬尼亞語：Comuna Dragomirești, Neamț），是羅馬尼亞的鄉份，位於該國東北部，由尼亞姆茨縣負責管轄，面積33平方公里，海拔高度354米，2007年人口2,468，人口密度每平方公里76人。